# Tonicellidae
Tonicellidae過去被認為只是Lepidochitonidae或Ischnochitonidae Dall, 1889的異名，2016年8月開始分開。

## 屬
根據Bouchet對WoRMS的修訂，本科現時包括下列兩個屬：
- Boreochiton G.O. Sars, 1878
- Tonicella Carpenter, 1873